# Федосієвка (Кувандицький міський округ)
Федосі́євка (рос. Федосеевка) — селище у складі Кувандицького міського округу Оренбурзької області, Росія.

## Населення
Населення — 10 осіб (2010; 45 у 2002).
Національний склад (станом на 2002 рік):
- росіяни — 60 %